# Idiodes inornata
Idiodes inornata là một loài bướm đêm trong họ Geometridae.